# Simple je – Rebranchée à Bercy
Albums de France Gall
Simple je – Débranchée à Bercy
(1993) Simple je - L'Intégrale Bercy
(1994)
Simple je – Rebranchée à Bercy est un album live de France Gall enregistré au Palais omnisports de Paris-Bercy en 1993. Il constitue le deuxième volume édité indépendamment du double CD Simple je - L'Intégrale Bercy et il est sorti en 1994. Il s'est vendu à plus de 200 000 exemplaires.

## Titres
| 1.    | Laissez passer les rêves         | 5:42 |
| 2.    | Bats-toi                         | 5:22 |
| 3.    | Le Paradis blanc                 | 5:04 |
| 4.    | Cézanne peint                    | 6:42 |
| 5.    | Les Élans du cœur                | 6:30 |
| 6.    | Superficiel et léger             | 5:47 |
| 7.    | Évidemment                       | 4:54 |
| 8.    | La Chanson de la négresse blonde | 3:44 |
| 9.    | Ella, elle l'a                   | 7:19 |
| 10.   | Jamais partir                    | 6:25 |
| 57:29 |                                  |      |

## Crédits

### Chansons
- Paroles et musique : Michel Berger

### Musiciens et autres artistes
- Guitare : Denys Lable
- Batterie : Claude Salmiéri
- Claviers : Serge Perathoner
- Basse : Jannick Top
- Chœurs : Leila Rami
- Chœurs additionnels : les rappeurs de l’association Droit de Cité pour La Chanson de la négresse blonde et Ella, elle l'a

### L’album
- Produit par France Gall et The MB School : Denys Lable, Serge Perathoner, Claude Salmiéri, Jannick Top
- Enregistré les 23, 24 et 25 septembre 1993 par Laurent Gatignol et Yves Jaget avec le studio mobile Le Voyageur et mixé par Frank Filipetti
- Éditeurs :
  - Éditions CMBM : Laissez passer les rêves, Bats-toi, Le Paradis blanc, Les Élans du cœur, La Chanson de la négresse blonde, Jamais partir
  - Éditions Apache France : Cézanne peint, Superficiel et léger, Évidemment, Ella, elle l'a
- Album paru le 28 janvier 1994
- 1 CD Apache 4509-94838-2
- Photographies pochette : Adrian Boot, Thierry Boccon-Gibod, Murielle Bisson
- Graphisme pochette : Nuit de Chine